# Peter Christensen
```

```

Peter Forsyth Christensen (ur. 24 grudnia 1952 w Altadenie, Kalifornia) – amerykański duchowny katolicki, biskup Boise City w metropolii Portland od 2014.

## Życiorys
Urodził się jako czwarte z ośmiorga dzieci Roberta i Ann z domu Forsyth. W 1964 jego rodzice rozwiedli się. Ukończył University of St. Thomas w Saint Paul. Uzyskał tam dyplom z historii sztuki. W roku 1981 wstąpił do seminarium duchownego św. Pawła. Święcenia kapłańskie otrzymał 25 maja 1985 z rąk arcybiskupa Johna R. Roacha i został kapłanem archidiecezji St. Paul i Minneapolis. Sprawował funkcję wikariusza, lecz po kilku latach mianowany został ojcem duchownym, a następnie rektorem miejscowego niższego seminarium (lata 1992–1995). Od 1999 był proboszczem parafii Narodzenia Pana w St. Paul, gdzie dzięki jego zaangażowaniu odnowiono kościół i wprowadzono wieczystą adorację Najświętszego Sakramentu.
28 czerwca 2007 otrzymał nominację na ordynariusza diecezji Superior w Wisconsin. Sakry udzielił mu arcybiskup Harry Flynn. Ingres miał miejsce 23 września 2007.
4 listopada 2014 papież Franciszek mianował go biskupem ordynariuszem diecezji Boise City. Ingres odbył się 17 grudnia 2014.